# Hans-Heinz Emons
Hans-Heinz Emons (Herford, 1930. június 1. –) német vegyész, egyetemi tanár, a Modrow-kormány oktatásügyi minisztere.

## Szakmai pályafutása
A Drezdai Műszaki Egyetem Vegyészmérnöki Karát 1949 és 1954 között végezte el. 1964-től a Leuna-Merseburgi Műszaki Egyetem vegyészeti technológia intézetének igazgatója, 1966-tól ezen egyetem vegyészmérnöki karának rektora, majd 1968 és 1975 között dékánja. 1982 és 1988 között a Freibergi Műszaki Egyetem professzora és rektora. Emellett 1988-tól a Tudományos Akadémia alelnöke a Német Demokratikus Köztársaságban.

## Politikusi pályafutása
A Német Szocialista Egységpártnak 1949-től tagja. 1989 novembere és 1990 márciusa között Hans Modrow kormányának oktatásügyi minisztere.

## Fordítás
Ez a szócikk részben vagy egészben a Hans-Heinz Emons című német Wikipédia-szócikk fordításán alapul.  Az eredeti cikk szerkesztőit annak laptörténete sorolja fel. Ez a jelzés csupán a megfogalmazás eredetét és a szerzői jogokat jelzi, nem szolgál a cikkben szereplő információk forrásmegjelöléseként.